# Enes scutellaris
Enes scutellaris là một loài bọ cánh cứng trong họ Cerambycidae.